# Johannes Larsen

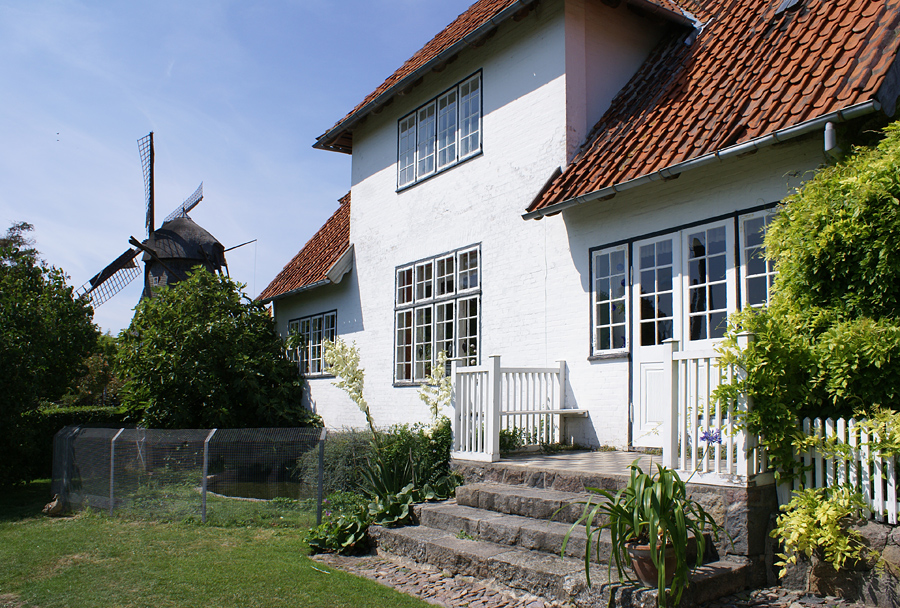
Johannes Larsens Haus von 1901 bis 1964.

Johannes Larsen (* 27. Dezember 1867 in Kerteminde; † 20. Dezember 1961) war ein dänischer Maler des Naturalismus. Bekanntheit erlangte er durch die Mitbegründung der Künstlerkolonie der Fünen-Maler.

## Leben
Larsen wurde 1867 in Kerteminde auf Fünen, der drittgrößten dänischen Insel, geboren. In den 1880ern studierte er an der Kunstnernes Frie Studieskoler in Kopenhagen unter Kristian Zahrtmann. Da lernte er andere Künstler von Fünen kennen wie Fritz Syberg und Peter Hansen, beide von Faaborg. Mit ihnen gründete er die Künstlerkolonie der Fünen-Maler. Larsens Heimat Møllebakken neben Kerteminde wurde der Treffpunkt der Maler, viele davon von Zahrtmanns Schule.
Ihr Ideal war es, draußen zu malen – nicht nur die Skizzen, sondern das ganze Gemälde und das bei jedem Wetter. Ihre Bilder weisen eine Frische und Energie auf, die vorher in der dänischen Kunst nicht gesehen war. Als die Fünen-Maler erfolgreich wurden, wurden sie in einem Pressekrieg 1907 von den traditionellen Künstlern als „Bauern-Maler“ abgestempelt. Dies brachte dem Kollektiv mehr Sympathie, beispielsweise von einer Autorengruppe auf Jütland, derer auch Johannes V. Jensen angehörte, der 1930 den Nobelpreis für Literatur gewinnen würde.
Im Jahre 1910 entschied sich der Konservenhersteller Mads Rasmussen neben seiner Konservenfabrik in Faaborg ein Museum für die fünische Kuns einzurichten. Das Faaborg Museum, welches bis heute existiert, gab den Fünen-Malern einen Schub nach vorne, indem er ihre Bilder der Öffentlichkeit zugänglich machte und sie dabei finanziell unterstützte. Kristian Zahrtmann, ein großer Fan Italiens, ermahnte seine Studenten, in Italien malen zu gehen. Mit der finanziellen Unterstützung konnten beispielsweise Fritz Syberg oder die Hansen Familie längere Zeit Aufenthalte in Italien planen. Larsen und seine Frau Alhed Warberg reisten eher in Skandinavien.
Larsen war ein Vorbote der Vogelmalerei. Er popularisierte Bilder von Vögeln, speziell durch Holzschnitt und durch kleinere Gemälde. Später erhielt er Aufträge für Buchillustrationen und große Bilder für öffentliche Gebäude, beispielsweise für den Empfangsraum der Königin im Schloss Christiansborg (das dänische Parlament) und das Rathaus in Odense, der Hauptstadt von Fünen.
Es gab auch einige Fünen-Malerinnen, die darum kämpften, neben ihren männlichen Gegenparts anerkannt zu werden. Darunter Alhed Larsen, Johannes Larsens Frau, Anna Syberg, Peter Hansens Schwester und Fritz Sybergs Frau und Christine Larsen, Johannes Larsens Schwester. Ihre Bilder werden heute als ebenbürtig betrachtet und in vielen Ausstellungen zusammen mit den anderen Fünen-Malern ausgestellt, hatten aber zur Zeit Schwierigkeiten, in die Ausstellungen zu kommen. Christine Swane, die ihre Mitstreiterinnen alle überlebte, wurde mit 60 Mitglied der Künstlergemeinschaft Corner, wo sie größeren Erfolg genoss und ihren eigenen kubistischen Stil annahm.